# Federico Moretti (chitarrista)
Federico Moretti y Cascone, Conde de Moretti (Napoli, 22 gennaio 1769 – Madrid, 17 gennaio 1839) è stato un chitarrista e militare italiano, fratello di un altro chitarrista, Luigi Moretti, meno noto.

## Biografia
Moretti, nato a Napoli, si trasferì a Madrid nel 1794. Si arruolò militare nella Reales Guardias Valonas nel 1796, e creò la Legione dei Volontari Stranieri nel 1808. Compositore e chitarrista, la sua figura sarà influente per lo sviluppo della tecnica, dell'organologia e dell'estetica della chitarra. A partire dal 1792 Moretti pubblicò alcuni metodi per chitarra: dapprima per chitarra barocca a 5 cori, poi per chitarra a 5 corde e chitarra a 6 corde; queste opere furono all'epoca fra i pochissimi validi riferimenti per la tecnica dello strumento, prima che, ad inizio Ottocento, vedano la luce i fondamentali metodi per chitarra di Dionisio Aguado, Fernando Sor, Ferdinando Carulli e altri. Le sue opere teoriche contribuirono allo sviluppo e alla diffusione della chitarra a 6 corde. Come compositore fu autore di uno stile che, secondo Sor (come affermato nel suo Metodo), dava finalmente la giusta importanza all'armonia e alla distinzione delle voci. 

## Opere pubblicate
Metodi:
- Prime lezioni per chitarra, 1792.
- Principi per la chitarra, 1801.
- Metodo per la chitarra a sei corde, 1804.

Composizioni:
- Dodici Canzonette op. 12.
- Dodici Canzoni op. 24.
- Fantasia op. 27 (variazioni e coda su un tema di Rossini).
- Fandango Variato.